# Stephen Thomas Erlewine
Stephen Thomas Erlewine (ur. 18 czerwca 1973 w Ann Arbor) – amerykański krytyk muzyczny, starszy wydawca serwisu AllMusic. Jest autorem wielu biografii i recenzji płytowych dla AllMusic. Udziela się muzycznie w zespole Who Dat?, którego jest frontmanem i gitarzystą.
Stephen Thomas Erlewine jest siostrzeńcem byłego muzyka i założyciela AllMusic – Michaela Erlewine’a. Studiował na Uniwersytecie w Michigan, gdzie specjalizował się w języku angielskim. Był redaktorem muzycznym (1993–1994), a następnie redaktorem naczelnym (1994–1995) w gazecie „The Michigan Daily”. Udzielał się także w studenckiej rozgłośni radiowej WCBN FM 88.3. W 1994 został współtwórcą sekcji rockowej w AMG. Jest autorem wielu książek, w tym między innymi All Music Guide to Rock: The Definitive Guide to Rock, Pop, and Soul i  All Music Guide to Hip-Hop: The Definitive Guide to Rap & Hip-Hop.